# Mucho camino por andar
Mucho camino por andar es el título del sexto álbum de estudio de la cantante y compositora española Melody.
Salió al mercado el 9 de junio de 2014, acompañado de un libreto con un reportaje fotográfico de la artista. Posee un estilo más moderno y con diferentes ritmos.

## Producción
El trabajo de producción y realización corrió a cargo de José Marín y Toni Romero. Además, en este disco colaboraron otros músicos, como el productor y compositor Antonio Escobar (en la canción "Escrito en la pared"), DJ Pana, el batería dominicano Waldo Madera, el violinista búlgaro Vasko Vassilev, el rapero malagueño Gordo Máster, el cantautor José Antonio Benítez Serrano y los músicos Batio Barnabás y Bori de Alarcón, entre otros.

## Sencillos
El primer sencillo promocional del disco fue Hoy me voy (con DJ Pana) y se grabó en Venezuela. Fue nombrado éxito de la semana en el portal Música al Día el 23 de junio de 2014.
El 23 de diciembre de 2014 se estrenó el vídeo musical de la canción Mucho camino por andar, que sería el segundo sencillo extraído del álbum homónimo.

## Lista de canciones
1. Pensaba que era yo (4:01).
2. No entiendo (3:49).
3. Gritaré (3:42).
4. Tú no sabes quererme (4:18).
5. Mi nombre está en tu piel (3:47).
6. ¡Cuánto me cuesta! (4:09).
7. Ten cuidaíto (3:32).
8. Mucho camino por andar (3:28).
9. Escrito en la pared (4:04).
10. Lo que llevamos dentro (3:54).
11. Hoy me voy (4:03), con DJ Pana.